# Maagdeneilanden
De Maagdeneilanden (Engels: Virgin Islands) is een eilandengroep in de Caraïbische Zee (grenzend aan de Atlantische Oceaan). De eilanden liggen ten oosten van Puerto Rico en ten westen van de SSS-eilanden en Anguilla. Ze zijn genoemd naar de Heilige Ursula en haar maagdelijke aanhangers. De archipel bestaat uit een Brits, een Amerikaans en een Puerto Ricaans deel:
- Amerikaanse Maagdeneilanden
- Britse Maagdeneilanden
- Spaanse Maagdeneilanden, behorende bij Puerto Rico

In de koloniale periode werden Afrikaanse slaven naar de eilanden gebracht om te werken op suikerriet- en indigoplantages. De afstammelingen van slaven bleven er en vormen de meerderheid van de bevolking. Toerisme is nu de belangrijkste industrie.
In zowel de Britse als de Amerikaanse Maagdeneilanden rijden voertuigen links op de wegen, maar de valuta is de Amerikaanse dollar.
Voormalige Europese gebiedsdelen op de huidige Maagdeneilanden waren:
- Nederlandse Maagdeneilanden
- Deens-West-Indië

- Gemeinsame Normdatei: 4073124-8
- Library of Congress Control Number: sh85068598
- National Archives and Records Administration: 10044958
- Nationale Bibliotheek van Tsjechië: ge212909
- Nationale Bibliotheek van Israël: 987007562942605171
- Virtual International Authority File: 247183797
- WorldCat: E39PBJk4ybw68MByFG3XF7jQv3